# روبرت بربور
روبرت بربور (29 مارس 1899 في أستراليا - 29 ديسمبر 1994) (بالإنجليزية: Robert Barbour)‏ هو لاعب كريكت أسترالي.

## وصلات خارجية
- روبرت بربور على موقع إي آس بي آن كريك إنفو (الإنجليزية)